# Vryburgia bechuanae
Vryburgia bechuanae är en insektsart som först beskrevs av Charles Kimberlin Brain 1915.  Vryburgia bechuanae ingår i släktet Vryburgia och familjen ullsköldlöss. Inga underarter finns listade i Catalogue of Life.